# Isaac Terrazas
Isaac Terrazas García (Ciudad de México, 23 de enero de 1973) es un exfutbolista mexicano. Vistió las camisetas de diversos clubes, entre los que se encuentran el Club América, el Club Deportivo Irapuato y el Tiburones Rojos de Veracruz. Disputó la Copa Mundial de Fútbol de 1998 con la selección de México.

## Trayectoria
Comenzó jugando en el barrio de Naucalpan de donde es originario, cuando entró por primera vez al Club América logró burlar la seguridad, y pidió una prueba a los entrenadores, lo cual le permitió ser de las fuerzas básicas del equipo a los 13 años y desde entonces jugó en las reservas y divisiones inferiores hasta 1990, cuando debutó en la Copa México a los 17 años. Su debut en liga se daría en la siguiente temporada 1991-92 donde jugaría algunos partidos como suplente. Tras tres años en la banca el club lo cedió a préstamo a los Halcones de Aguascalientes en la Primera A, allá jugó la 94/95 y logró aportar lo suficiente para salvar del descenso a los hidrocálidos. Luego de aquella experiencia regresó al nido con mejores cartas y para el Invierno 1996 logró ganarse la titularidad, la cual mantuvo en condición de indiscutible hasta el Invierno 1999.
Durante ese periodo estuvo en dos semifinales con el América en la liga y una más de Copa Libertadores.
Pasó luego al Irapuato en el invierno de 2000 y en el verano de 2002 fichó con el Veracruz, donde se retiraría en 2005 en medio de un conflicto con el club por su contrato.

## Selección nacional
Formó parte de la selección de fútbol de México que participó en la Copa Mundial de Fútbol de 1998, donde no jugó. Además, disputó la Copa Confederaciones 1997, la Copa América 1999 -donde anotó un gol contra Brasil y otro contra Perú- y la Copa Confederaciones 1999. 

## Vida privada
En julio de 2003 protagonizó un accidente vial en donde atropelló a dos adolescentes, uno de los cuales falleció por el impacto de su auto. Sin embargo, no fue condenado a prisión al deslindársele responsabilidad.
En 2018 incursionó en la televisión de su país al participar como concursante en la  primera temporada del reality show de supervivencia Reto 4 Elementos, formando parte del equipo de Los Deportistas y siendo el 8.º eliminado de la temporada junto con sus compañeros.
Posteriormente se desempeñó como uno de los responsables del Instituto del Deporte y Cultura Física del Estado de Morelos, designado por el gobernador Cuauhtémoc Blanco.
Es padre del golfista Aarón Terrazas.

## Estadísticas

### Clubes
| C. América · México |               |               |     |    |    |    |    |     |     |    |
| 1.ª | 1990-91       | 0             | 0   | 3  | 1  | -  | -  | 3   | 1   |    |
| 1.ª | 1991-92       | 6             | 0   | 3  | 0  | -  | -  | 9   | 0   |    |
| 1.ª | 1992-93       | 6             | 0   | -  | -  | 1  | 0  | 7   | 0   |    |
| 1.ª | 1993-94       | 2             | 0   | -  | -  | -  | -  | 2   | 0   |    |
| 1.ª | 1995-96       | 10            | 1   | 1  | 0  | -  | -  | 11  | 1   |    |
| 1.ª | 1996-97       | 27            | 6   | 5  | 1  | -  | -  | 32  | 7   |    |
| 1.ª | 1997-98       | 31            | 7   | 1  | 0  | 8  | 1  | 39  | 8   |    |
| 1.ª | 1998-99       | 26            | 0   | 2  | 0  | -  | -  | 28  | 0   |    |
| 1.ª | 1999-00       | 24            | 3   | 4  | 0  | 14 | 3  | 42  | 6   |    |
| Total club | Total club    | 132           | 17  | 19 | 2  | 23 | 4  | 174 | 23  |    |
| Gallos de Aguascalientes · México |               |               |     |    |    |    |    |     |     |    |
| 2.ª | 1994-95       | 34            | 4   | 1  | 0  | -  | -  | 35  | 4   |    |
| Total club | Total club    | 34            | 4   | 1  | 0  | -  | -  | 35  | 4   |    |
| Irapuato F.C. · México |               |               |     |    |    |    |    |     |     |    |
| 1.ª | 2000-01       | 30            | 1   | -  | -  | -  | -  | 30  | 1   |    |
| 1.ª | 2001          | 15            | 0   | -  | -  | -  | -  | 15  | 0   |    |
| Total club | Total club    | 45            | 1   | -  | -  | -  | -  | 45  | 1   |    |
| Tiburones Rojos de Veracruz · México |               |               |     |    |    |    |    |     |     |    |
| 1.ª | 2002          | 15            | 4   | -  | -  | -  | -  | 15  | 4   |    |
| 1.ª | 2002-03       | 37            | 4   | -  | -  | -  | -  | 37  | 4   |    |
| 1.ª | 2003-04       | 16            | 2   | -  | -  | -  | -  | 16  | 2   |    |
| 1.ª | 2004-05       | 17            | 2   | -  | -  | -  | -  | 17  | 2   |    |
| Total club | Total club    | 85            | 12  | -  | -  | -  | -  | 85  | 12  |    |
| Total carrera | Total carrera | Total carrera | 296 | 34 | 20 | 2  | 23 | 4   | 339 | 40 |
| (1)Incluye datos de la Copa México y Pre Pre Libertadores (1998, 1999 y 2000). (2)Incluye datos de la Copa de Campeones de la Concacaf (1992), Pre Libertadores (1998 y 2000) y Copa Libertadores (1998 y 2000). |               |               |     |    |    |    |    |     |     |    |

### Selección nacional
| Selección  | Año        | Amistosos | Amistosos | Eliminatorias | Eliminatorias | Mundial | Mundial | Copa Oro | Copa Oro | Copa América | Copa América | Copa Confederaciones | Copa Confederaciones | Total | Total |
| Selección  | Año        | Part.     | Goles     | Part.         | Goles         | Part.   | Goles   | Part.    | Goles    | Part.        | Goles        | Part.                | Goles                | Part. | Goles |
| ---------- | ---------- | --------- | --------- | ------------- | ------------- | ------- | ------- | -------- | -------- | ------------ | ------------ | -------------------- | -------------------- | ----- | ----- |
| México     |            |           |           |               |               |         |         |          |          |              |              |                      |                      |       |       |
| 1997       | -          | -         | -         | -             | -             | -       | -       | -        | -        | -            | 1            | 0                    | 1                    | 0     |       |
| 1998       | 4          | 0         | -         | -             | 0             | 0       | -       | -        | -        | -            | -            | -                    | 4                    | 0     |       |
| 1999       | 2          | 1         | -         | -             | -             | -       | -       | -        | 5        | 1            | 3            | 0                    | 10                   | 2     |       |
| Total club | Total club | 6         | 1         | -             | -             | 0       | 0       | -        | -        | 5            | 1            | 4                    | 0                    | 15    | 2     |

## Selección nacional

### Participaciones en fases finales
| Competición                    | Categoría | Sede           | Resultado        | Partidos | Goles |
| ------------------------------ | --------- | -------------- | ---------------- | -------- | ----- |
| Copa FIFA Confederaciones 1997 | Absoluta  | Arabia Saudita | Primera fase     | 1        | 0     |
| Copa Mundial FIFA 1998         | Absoluta  | Francia        | Octavos de final | 0        | 0     |
| Copa FIFA Confederaciones 1999 | Absoluta  | México         | Campeón          | 3        | 0     |
| Copa Corea 1999                | Absoluta  | Corea del Sur  | Tercer lugar     | 1        | 1     |
| Copa América 1999              | Absoluta  | Paraguay       | Tercer lugar     | 5        | 1     |

### Partidos internacionales
| Partidos internacionales | Partidos internacionales | Partidos internacionales                                  | Partidos internacionales | Partidos internacionales | Partidos internacionales       |
| #                        | Fecha                    | Estadio                                                   | Oponente                 | Resultado                | Competición                    |
| ------------------------ | ------------------------ | --------------------------------------------------------- | ------------------------ | ------------------------ | ------------------------------ |
| 1                        | 12 de diciembre de 1997  | Estadio Rey Fahd, Arabia Saudita                          | Australia                | 1–3                      | Copa FIFA Confederaciones 1997 |
| 2                        | 24 de enero de 1998      | Miami Orange Bowl, Estados Unidos                         | Países Bajos             | 2–3                      | Amistoso                       |
| 3                        | 18 de marzo de 1998      | Estadio Azteca, México                                    | Paraguay                 | 1–1                      | Amistoso                       |
| 4                        | 9 de mayo de 1998        | Montecatini Terme, Italia                                 | Estonia                  | 6–0                      | Amistoso                       |
| 5                        | 3 de junio de 1998       | Dominique Du Vauchelles, Francia                          | Arabia Saudita           | 0–0                      | Amistoso                       |
| 6                        | 9 de junio de 1999       | Cotton Bowl, Dallas, Estados Unidos                       | Argentina                | 2–2                      | Amistoso                       |
| 7                        | 12 de junio de 1999      | Estadio Olímpico de Seúl, Seúl, Corea del Sur             | Corea del Sur            | 1–1                      | Amistoso                       |
| 8                        | 3 de julio de 1999       | Estadio Antonio Oddone Sarubbi, Ciudad del Este, Paraguay | Brasil                   | 1–2                      | Copa América 1999              |
| 9                        | 6 de julio de 1999       | Estadio Antonio Oddone Sarubbi, Ciudad del Este, Paraguay | Venezuela                | 3–1                      | Copa América 1999              |
| 10                       | 10 de julio de 1999      | Estadio Defensores del Chaco, Asunción, Paraguay          | Perú                     | 3–3                      | Copa América 1999              |
| 11                       | 14 de julio de 1999      | Estadio Antonio Oddone Sarubbi, Ciudad del Este, Paraguay | Brasil                   | 0–2                      | Copa América 1999              |
| 12                       | 17 de julio de 1999      | Estadio Antonio Oddone Sarubbi, Ciudad del Este, Paraguay | Chile                    | 2-1                      | Copa América 1999              |
| 13                       | 25 de julio de 1999      | Estadio Azteca, Ciudad de México, México                  | Arabia Saudita           | 5-1                      | Copa FIFA Confederaciones 1999 |
| 14                       | 1 de agosto de 1999      | Estadio Azteca, Ciudad de México, México                  | Estados Unidos           | 1-0                      | Copa FIFA Confederaciones 1999 |
| 15                       | 4 de agosto de 1999      | Estadio Azteca, Ciudad de México, México                  | Brasil                   | 4-3                      | Copa FIFA Confederaciones 1999 |

### Goles internacionales
| # | Fecha               | Rival         | Marcador | Resultado | Competición       |
| - | ------------------- | ------------- | -------- | --------- | ----------------- |
| 1 | 12 de junio de 1999 | Corea del Sur | 1-0      | 1-1       | Copa Corea        |
| 2 | 3 de julio de 1999  | Brasil        | 2-1      | 1-2       | Copa América 1999 |

### Estadísticas
| Selección | Año   | Partidos | Goles |
| --------- | ----- | -------- | ----- |
| México    | 1997  | 1        | 0     |
| México    | 1998  | 4        | 0     |
| México    | 1999  | 10       | 2     |
| Total     | Total | 15       | 2     |